# Émilie Dubois
Pour les articles homonymes, voir Dubois.
Émilie-Désirée Dubois (née à Paris le 8 mai 1837 et morte à Paris 7e le 22 octobre 1871) est une actrice française.

## Théâtre

### Carrière à la Comédie-Française
Entrée en 1853
Nommée 279e sociétaire en 1855
- 1855 : L'Amour et son train d'Octave Lacroix : Dona Carmen
- 1858 : Tartuffe de Molière : Mariane
- 1858 : Dom Juan ou le Festin de pierre de Molière : Mathurine
- 1858 : Les Plaideurs de Jean Racine : Isabelle
- 1859 : Le Mariage de Figaro de Beaumarchais : Chérubin
- 1861 : Les Femmes savantes de Molière : Henriette
- 1863 : Dom Juan ou le Festin de pierre de Molière : Charlotte
- 1864 : Moi d'Eugène Labiche et Édouard Martin : Thérèse
- 1868 : Le Barbier de Séville de Beaumarchais : Rosine